# De la part de Stella
Pour plus de détails, voir Fiche technique et Distribution.
De la part de Stella (Stella Does Tricks) est un film britannique réalisé par Coky Giedroyc et sorti en 1996.

## Synopsis
Stella, une jeune prostituée écossaire vivant à Londres, travaille sous le joug de Mr Peters. Hantée par son passé et les abus qu'elle a pu subir de la part de son père et sa tante, elle va toutefois tenter de trouver l'amour et de gagner sa liberté.

## Fiche technique
- Titre : De la part de Stella
- Titre original : Stella Does Tricks
- Réalisateur : Coky Giedroyc
- Scénaristes : A.L. Kennedy
- Musique : Nick Bicât
- Directeur de la photographie : Barry Ackroyd
- Monteur : Budge Tremlett
- Producteur : Adam Barker
- Production : Compulsive Films et Sidewalk Productions
- Pays de production : Grande-Bretagne
- Langue : anglais
- Budget : 650 000 £[1]
- Genre : Film dramatique
- Durée : 97 minutes
- Dates de sortie : 
  - Royaume-Uni : 9 novembre 1996 (première au Festival du film de Londres), 30 janvier 1998 (sortie en salles)
  - France : 3 mars 1999
  - États-Unis : 28 janvier 2000
- Classifications : 
  - Royaume-Uni BBFC[2] : interdit aux moins de 18 ans
  - France Mention CNC[3] : interdit aux moins de 12 ans, Art et essai (visa d'exploitation no 96799 délivré le 15 mars 1999)

## Distribution
- Kelly Macdonald : Stella
- James Bolam : Mr. Peters
- Hans Matheson : Eddie
- Ewan Stewart : McGuire
- Andy Serkis : Fitz
- Joyce Henderson : Tante Aileen

## Sortie et accueil

### Box-office
| Pays ou région        | Box-office                | Date d'arrêt du box-office | Nombre de semaines |
| --------------------- | ------------------------- | -------------------------- | ------------------ |
| États-Unis            | 4 224 $                   | 3 février 2000             | 1                  |
| France                | 2 988 entrées             | —                          | —                  |
| Royaume-Uni           | 10 307 entrées (42 000 £) | —                          | —                  |
| Total hors États-Unis | 43 630 $                  | —                          | —                  |
| Total mondial         | 47 854 $                  | —                          | —                  |